# 안데스풀밭쥐
안데스풀밭쥐(Abrothrix andinus)는 비단털쥐과 안데스밭쥐속에 속하는 설치류의 일종이다. 페루 중부 지역부터 볼리비아를 거쳐 남쪽으로 아르헨티나와 칠레까지 안데스 알티플라노고원에서 발견된다.